# Krusensterniella notabilis
Krusensterniella notabilis es una especie de pez de la familia de los Zoarcidae en el orden de los perciformes.

## Hábitat
Es un pez de mar, de clima templado que vive entre los 24-160 m de profundidad.

## Distribución geográfica
Se encuentra en el Mar de Ojotsk y el Mar de Japón.

## Observaciones
Es inofensivo para los humanos. 